# Puntarenas (provincija u Kostarici)
Puntarenas, provincija u Kostariki.
Kantoni (11):
Aguirre, distrikti (3):
Naranjito
Quepos
Savegre
Buenos Aires, distrikti (9):
Biolley
Boruca
Brunka
Buenos Aires
Chánguena
Colinas
Pilas
Potrero Grande
Volcán
Corredores, distrikti (4):
Canoas
Corredor
La Cuesta
Laurel
Coto Brus, distrikti (5):
Aguabuena
Limoncito
Pittier
Sabalito
San Vito
Esparza, distrikti (5):
Espíritu Santo
Macacona
San Jerónimo
San Juan Grande
San Rafael
Garabito, distrikti (2):
Jacó
Tárcoles
Golfito, distrikti (4):
Golfito
Guaycará
Pavón
Puerto Jiménez
Montes de Oro, distrikti (3):
Miramar
San Isidro
Unión
Osa, distrikti (5):
Bahía Ballena
Palmar
Piedras Blancas
Puerto Cortés
Sierpe
Parrita, distrikti (1):
Parrita
Puntarenas, distrikti (16):
Acapulco
Arancibia
Barranca
Chacarita
Chira
Chomes
Cóbano
El Roble
Guacimal
Isla Del Coco (Parque Nacional)
Lepanto
Manzanillo
Monteverde
Paquera
Pitahaya
Puntarenas